# Canon Archer
 (août 2011).
Le canon Archer est un canon en bronze à âme lisse, monté sur une plate-forme en bois et permettant un tir sous des angles allant de 25° à 75°. 

## Histoire
En 1915, l'industriel et inventeur Joseph Archer propose à l'armée française un mortier en bronze de 40 mm. Léger et portatif, ce canon à âme lisse permet des tir courbes visant à détruire les tranchées ennemies et suffisamment léger pour accompagner rapidement les mouvements d'infanterie. Cet engin fait alors partie des inventions hétéroclites visant à doter l'armée française d'une artillerie de tranchée de fortune correspondant au nouveau type de champ de bataille où les armées s'enterrent et se fortifient. L'objectif de départ est de construire des canons en bronze et de réutiliser des obus de 75 mm rebutés, dont le culot est doté d'un empennage en bois. Joseph Archer développe d'autres variantes de son canon, pour des calibres de 85 mm et 130 mm, plus lourds. 
Le canon Archer et ses variantes ultérieures rencontrent une forte opposition dans les services de l'armement français et l'état-major. Dans son livre L'Énigme de la guerre de 1920, Joseph Archer se montre très critique concernant l'opposition que rencontre son arme. En 1915, il parvient à faire accepter une centaine de ses canons de 85 mm. En 1917, ses relations et le soutien de Georges Clemenceau lui permettent d'obtenir une commande de 2 000 canons Archer de 85 mm, dits « modèle 1918 », mais seuls quelques centaines d'exemplaires auraient été construits.

## Caractéristiques techniques
La mise à feu se fait à l'aide d'une culasse de fusil Mle 1874 modifiée pour employer une cartouche sans balle de 8 mm Mle 1886. Un sachet de toile contient la charge de poudre propulsive qui permet une portée maximale d'environ 750 m pour un obus de 75 mm doté d'un empennage en bois, et 400 m pour une bombe d'environ 16 kg. 